# Liste der Kirchengebäude im Dekanat Meißen
Die Liste der Kirchengebäude im Dekanat Meißen enthält Kirchengebäude des römisch-katholischen Dekanats Meißen im Landkreis Meißen, Landkreis Nordsachsen und Landkreis Mittelsachsen im Bistum Dresden-Meißen.

## Geschichte
Nach der Reformation in Sachsen ernannte der letzte Bischof des Altbistums Meißen, Johann IX. von Haugwitz, im Jahre 1559 Johann Leisentrit zum Diözesanadministrator für die verbliebenen katholischen Gebiete in der Lausitz. Damit war das alte Bistum Meißen in Sachsen (Mark Meißen) untergegangen. Die Reste des ehemaligen Diözesangebiets wurden zur Apostolischen Präfektur der Lausitzen mit Sitz in Bautzen ernannt.
Im Jahr 1827 errichtete der Apostolische Vikar von Sachsen Joseph Dittrich einen eigenständigen Pfarrbezirk Meißen, zu dem 87 protestantische Kirchenorte gehörten, 1849 wurde von Meißen aus erstmals seit der Reformation in der Klosterkirche Riesa ein katholischer Gottesdienst gehalten.
Im Jahr 1921 wurde das neue Bistum Meißen mit Sitz in Bautzen gegründet, 1979/80 erfolgte die Umbenennung in Bistum Dresden-Meißen und die Verlegung des Bischofssitzes nach Dresden.

## Liste der Kirchengebäude
Die Liste enthält die römisch-katholischen Pfarrkirchen im Dekanat Meißen und die jeweils zugeordneten Filialkirchen bzw. Kapellen. Die Zahl der Katholiken im Dekanat beträgt 8374 (Stand 2016).

Erläuterungen zum Status: P = Pfarrkirche, F = Filialkirche, K = Kapelle
| Bild | Kirche                                                                                          | Ort/Lage                                | Status | Anmerkungen |
| ---- | ----------------------------------------------------------------------------------------------- | --------------------------------------- | ------ | --- |
|      | St. Johannes Apostel und Evangelist Döbeln                                                      | Döbeln (Lage)                           | P      | geweiht 8. Oktober 1910 Neugründung der Pfarrei St. Paulus Döbeln am 15. September 2019 (aus den bisherigen Pfarreien St. Johannes Apostel und Evangelist Döbeln, St. Paulus Leisnig-Waldheim)                                                                              |
|      | Hl. Kreuz Roßwein (jetzt Filialkirche von St. Johannes Döbeln)                                  | Roßwein (Lage)                          | F      | geweiht 10. August 1958 |
|      | St. Benno Meißen                                                                                | Meißen (Lage)                           | P      | erbaut vor 1887, geweiht 6. November 1887, dazu Kapelle St. Agnes von Prag (geweiht 1998) im Altenpflegeheim Meißen Neugründung der Pfarrei St. Benno Meißen am 17. Juni 2018 (aus den bisherigen Pfarreien Hl. Kreuz Coswig, Christus König Radebeul und St. Benno Meißen) |
|      | Heiliges Kreuz Lommatzsch (jetzt Filialkirche von St. Benno Meißen)                             | Lommatzsch (Lage)                       | F      | geweiht 31. Januar 1932 |
|      | St. Bernhard Nossen (jetzt Filialkirche von St. Benno Meißen)                                   | Nossen (Lage)                           | F      | geweiht September 1996 |
|      | St. Pius X. Wilsdruff (jetzt Filialkirche von St. Benno Meißen)                                 | Wilsdruff (Lage)                        | F      | geweiht 9. September 1956 |
|      | Hl. Kreuz Coswig (jetzt Filialkirche von St. Benno Meißen)                                      | Coswig (Lage)                           | F      | erbaut 1993–1994, geweiht 20. November 1994 |
|      | Heiliger Geist Weinböhla (jetzt Filialkirche von St. Benno Meißen)                              | Weinböhla (Lage)                        | F      | 1951 geweiht |
|      | Christus König Radebeul (jetzt Filialkirche von St. Benno Meißen)                               | Radebeul (Lage)                         | F      | Kirche geweiht 2001, Architekten: Günter Behnisch und Gerald Staib |
|      | St. Barbara Riesa                                                                               | Riesa (Lage)                            | P      | geweiht 15. März 1920, vorher Offizierscasino, dazu Kapelle St. Pius X. Glaubitz geweiht 22. Juli 1957 Neugründung der Pfarrei St. Barbara Riesa am 24. März 2019 (aus den bisherigen Pfarreien St. Katharina Großenhain, St. Barbara Riesa und St. Hubertus Wermsdorf)     |
|      | St. Katharina Großenhain (jetzt Filialkirche von St. Barbara Riesa)                             | Großenhain (Lage)                       | F      | geweiht 6. Oktober 1907 |
|      | Maria, Königin des Friedens Gröditz (jetzt Filialkirche von St. Barbara Riesa)                  | Gröditz (Lage)                          | F      | geweiht 22. Dezember 1956 |
|      | Kapelle zur Heiligen Dreifaltigkeit Pulsen (jetzt Kapelle von St. Barbara Riesa)                | Pulsen, OT der Gemeinde Röderaue (Lage) | K      | geweiht 26. Dezember 1956 |
|      | St. Hubertus Wermsdorf (Schlosskapelle Hubertusburg) (jetzt Filialkirche von St. Barbara Riesa) | Wermsdorf (Lage)                        | F      | erbaut 1743–1751, beim Umbau von Schloss Hubertusburg |
|      | Christus König Oschatz (jetzt Filialkirche von St. Barbara Riesa)                               | Oschatz (Lage)                          | F      | geweiht 2. Dezember 1974 |
|      | Heiliger Papst Pius X. Mügeln (jetzt Filialkirche von St. Barbara Riesa)                        | Mügeln (Lage)                           | F      | geweiht 18. Mai 1996 |
|      | St. Paulus Waldheim                                                                             | Waldheim (Lage)                         | P      | erbaut 1925–1926, geweiht 30. Mai 1926 |
|      | St. Raphael Colditz (jetzt Filialkirche von St. Paulus Waldheim)                                | Colditz (Lage)                          | F      | geweiht 29. September 1996 |
|      | St. Johannes Bosco Leisnig (jetzt Filialkirche von St. Johannes Döbeln)                         | Leisnig (Lage)                          | F      | geweiht 21. Juli 1957 |